# مايكل روس (لاعب كرة قدم أمريكية)
مايكل روس (بالإستونية: Michael Roos؛ بالإنجليزية: Michael Roos) هو لاعب كرة قدم أمريكية إستوني وأمريكي، ولد في 5 أكتوبر 1982 في Taebla Parish ‏ في إستونيا.

## وصلات خارجية
- مايكل روس على موقع مرجع كرة القدم المحترفة.كوم (الإنجليزية)
- مايكل روس على موقع IMDb (الإنجليزية)